# Ракетні удари по Новій Каховці
Раке́тні уда́ри по Нові́й Кахо́вці — удари, які наносяться Збройними силами України по складах з військовою амуніцією та боєприпасами армії РФ, що знаходяться у окупованому місті Нова Каховка.

## Хід подій

### 2022
14 червня українські війська знищили російський склад з боєприпасами.
8 липня Сергій Хлань повідомив про знищення третього російського військового складу у Новій Каховці.
11 липня Братчук та Хлань повідомили, про знищення окупаційного складу з боєприпасами у Новій Каховці. Удар було нанесено ввечері 11 липня між 22 та 23 годинами в ході російського вторгнення в Україну. За попередніми даними, задля враження цілі використали ракетно-артилерійський комплекс HIMARS зі снарядами GMLRS.[джерело?]
18 липня Сергій Хлань повідомив про підрив складу російських боєприпасів у Новій Каховці.
22 серпня у районі Промбази у Новій Каховці на російській військовій базі детонували боєприпаси.
28 серпня знов знищено склад боєприпасів російських окупантів на заводі «Сокіл».
30 серпня Сергій Хлань повідомив про удар ЗСУ по яхт-клубу у Новій Каховці, де мешкав керівний склад окупантів.

## Огляд у ЗМІ

### З боку РФ
11 липня 2022 року зі сторони РФ спочатку ресурси повідомляли про удар по Каховській ГЕС. Проте пізніше були опубліковані заяви, що начебто в результаті вибухів здетонував склад аміачної селітри.
15 вересня 2023 року росіяни хаотично бомбардували багатоповерхівки у місті.

### З боку України
Ряд українських ЗМІ-ресурсів повідомив увечері 11 липня про ліквідацію складу с боєкомплектом армії РФ. Також декілька джерел новин повідомляли про знищення 40 бензовозів у наслідку вибуху, котрі постачали окупантам пальне.